# La Robe mauve de Valentine (pièce de théâtre)
Pour l’article homonyme, voir La Robe mauve de Valentine.
La Robe mauve de Valentine est une pièce de théâtre de Françoise Sagan, créée sur la scène du théâtre des Ambassadeurs le 16 janvier 1963.

## Argument
Alors que Marie et son fils Serge logent dans un hôtel parisien, Valentine fait irruption dans leur vie. Son charme calculé et sa position de femme "fragile" ne laissent pas le jeune Serge indifférent... Mais il ignore à qu'il a affaire…

## Fiche technique
- Mise en scène : Yves Robert
- Décors : Pierre Simonini
- Costumes : Christian Dior (Robes)

## Distribution
- Valentine : Danielle Darrieux
- Serge : Pierre Michael
- Marie : Marcelle Ranson
- Laurence : Danièle Allégret
- Maître Fleurt : Marcel le Marchand
- Saint-Gobain : Maurice Nasil
- Jean-Lou : Franck Villard

Le texte de la pièce a été publié en 1964 par L'Avant-scène théâtre (no 318).